# Parapachyloides
Parapachyloides is een geslacht van hooiwagens uit de familie Gonyleptidae.
De wetenschappelijke naam Parapachyloides is voor het eerst geldig gepubliceerd door Roewer in 1913. 

## Soorten
Parapachyloides omvat de volgende 4 soorten:
- Parapachyloides armatus
- Parapachyloides dentipes
- Parapachyloides fontanensis
- Parapachyloides uncinatus